# Как узнать своих святых
«Как узнать своих святых» или «Руководство по поиску святых» (англ. A Guide to Recognizing Your Saints) — американская драма 2006 года, снятая Дито Монтиелем.

## Сюжет
Конец 1980-х. Квинс, район Нью-Йорка. Жаркое лето. Дито (Шайа Лабаф) и Антонио (Ченнинг Тейтум) — лучшие друзья. Всё, что они делают — они делают вместе. Они веселятся, не зная хлопот, а Дито живёт в тени Антонио, думая, что даже его собственный отец (Чез Палминтьери) любит Антонио больше, чем его.
И вот однажды, Дито ссорится с местной бандой, и Антонио решает раз и навсегда показать им, кто контролирует ситуацию. Совершив страшное преступление, Антонио оказывается в тюрьме, а Дито ссорится со своим отцом, винящим в произошедшем сына.
Спустя много лет, мать Дито (Дайан Уэст) сообщает сыну по телефону, что отец при смерти, и тогда повзрослевший Дито (Роберт Дауни-младший) решает, что пришло наконец время сделать то, на что он так давно не решается — вернуться домой…

## В ролях
| Актёр                | Роль                |
| -------------------- | ------------------- |
| Шайа Лабаф           | Дито в молодости    |
| Ченнинг Тейтум       | Антонио в молодости |
| Розарио Доусон       | Лори                |
| Роберт Дауни-младший | Дито                |
| Чезз Палминтери      | Монти               |
| Дайан Уэст           | Флори               |
| Эрик Робертс         | Антонио             |
| Адам Скаримболо      | Джузеппе            |
| Мартин Компстон      | Майк О’Шиа          |
| Федерико Кастеллуччо | Отец Антонио        |

## Съёмочная группа
- Режиссёр: Dito Montiel
- Сценарий: Dito Montiel (по собственному роману)
- Композитор: Jonathan Elias
- Оператор: Eric Gautier
- Подбор актёров: Melissa Chusid, Amanda Mackey Johnson и Cathy Sandrich

## Интересные факты
- Кассовые сборы:
  - в США — $517 809
  - мировые — $1 103 657
  - общие — $1 621 466
- Производством картины занимались компании Belladonna Productions, Original Media и Xingu Films. Над спецэффектами работала студия Du Art Digital (как Duart Digital). Прокат картины в США — First Look;
- В сцене, в которой у Монти случается сердечный приступ, Антонио выбрасывает столик через стеклянное окно в двери. Это было импровизацией Ченнинга Тейтума, причём никто из актёров не ожидал, но все закончили сцену, не показывая своего страха перед Тейтумом, потерявшим над собой контроль в пылу актёрской игры. Монтиель включил этот дубль в оригинальную версию фильма.
- Шайа Лабаф убедил Монтиеля, что он подходит на главную роль после того, как Лабаф, пришедший на повторное прослушивание, проломил стенку в кабинете режиссёра.

## Награды
Venice Film Festival (2006)
- Critics Best Picture

Gijón International Film Festival (2006)
- Best Actor (Шайа Лабаф, Ченнинг Тейтум, Мартин Компстон, Адам Скаримболо и Питер Энтони Тамбакис)
- Grand Prix Asturias: Дито Монтиель

Flanders International Film Festival (2006)
- Grand Prix: Дито Монтиель

Кинофестиваль «Санденс» (2006)
- Special Jury Prize (Роберт Дауни-Младший, Шайа Лабаф, Ченнинг Тейтум, Розарио Доусон, Чез Палминтьери и Дайан Уэст)

### Номинации
Gotham Awards (2006)
- Breakthrough Award (Ченнинг Тейтум)

Independent Spirit Awards (2007)
- Best Supporting Male (Ченнинг Тейтум)

## Музыка
- «Native New Yorker» в исполнении Odyssey
- «Welcome Back» в исполнении John Sebastian
- «Baby Come Back» в исполнении Player
- «Don’t Go Breaking My Heart» в исполнении Elton John & Kiki Dee
- «My Maria» в исполнении B.W. Stevenson
- «Moments in Love» в исполнении Art of Noise
- «Trouble» в исполнении Cat Stevens
- «Rock & Roll» в исполнении Lou Reed
- «A Sunny Stroll» в исполнении David Wittman
- «An Evening under the Tracks» в исполнении Danny Hulsizer
- «Brother Louie» в исполнении Stories
- «Baker Street» в исполнении Gerry Rafferty
- «New York Groove» в исполнении KISS
- «Welcome Back» в исполнении John Sebastian